# 小行星7399
小行星7399（英語：7399）是一颗围绕太阳公转的小行星。1987年1月29日，艾瑞克·怀特·埃尔斯特在拉西拉天文台发现了此天体。
这颗小行星的绝对星等为120.4403998609188等。